# Stazione di Atago (Chiba)
La stazione di Atago (愛宕駅?, Atago-eki) è una stazione ferroviaria situata nella città giapponese di Noda della prefettura di Chiba, ed è servita dalla linea Tōbu Noda (Tōbu Urban Park Line) delle Ferrovie Tōbu.

## Linee
Ferrovie Tōbu
● Linea Tōbu Noda

## Struttura
La stazione è realizzata in superficie, con due marciapiedi laterali e due binari passanti. Il fabbricato viaggiatori è collegato ad essi da un sovrappassaggio.
| 1 | ● Linea Tōbu Noda | per Kasukabe, Iwatsuki e Ōmiya                           |
| 2 | ● Linea Tōbu Noda | per Nodashi, Kashiwa, Mutsumi, Shin-Kamagaya e Funabashi |

## Stazioni adiacenti
| «            | Servizio   | »          |
| Linea Noda   | Linea Noda | Linea Noda |
| ------------ | ---------- | ---------- |
| Shimizu-kōen | Locale     | Nodashi    |